# Kamba (Kenya)
I Kamba sono un gruppo etno-linguistico di ceppo bantu dell'Africa orientale, diffuso prevalentemente nelle regioni semi-aride della Provincia Orientale del Kenya e in parte in Tanzania. La lingua dei Kamba è il kikamba. In kikamba, i Kamba si chiamano Akamba (Mukamba al singolare).

## Distribuzione geografica
I Kamba risiedono prevalentemente nei due distretti di Machakos e di Kitui, che occupano l'area situata a est di Nairobi, una regione semidesertica attraversata dal fiume stagionale Athi e delimitata a nord dal fiume Tana, a est dal deserto, a sud dal Tsavo National Park e a ovest dalla linea ferroviaria che collega Mombasa a Nairobi. A partire da questa regione, denominata Ukamba ("terra dei Kamba"), negli ultimi decenni molti gruppi di Kamba si sono spostati dalle aree rurali verso le maggiori città del Kenya; Nairobi e Mombasa ospitano le due comunità kamba più numerose del Kenya. Gruppi minori di Kamba sono presenti in Tanzania. 
I Kamba rappresentano circa l'11% della popolazione del Kenya (circa 35.000.000), cosa che li colloca al quinto posto come numerosità fra le oltre 70 etnie del paese, dopo Kikuyu, Luya, Luo e Kalenjin. Il nome stesso "Kenya" deriva dalla parola kikamba kiinyaa, "terra degli struzzi".

## Storia
I Kamba sono una popolazione di lingua bantu, originaria della Tanzania Occidentale, che emigrò attraverso i monti Mbooni, stabilendosi nel territorio attualmente occupato dal distretto di Machakos. Successivamente, questo gruppo attraversò il fiume Athi occupando l'attuale distretto di Kitui. Gerard Lindblom osserva che la quasi identità linguistica e culturale fra i due distretti è probabilmente indizio di un'espansione relativamente recente, avvenuta forse durante la prima metà del XVIII secolo. 
Non vi sono informazioni sui Kamba nei resoconti dei viaggiatori europei fino all'epoca della colonizzazione britannica, in cui ebbero luogo le prime esplorazioni dell'entroterra dell'Africa orientale. Nel periodo in cui i Kamba rimasero sconosciuti all'Occidente, tuttavia, essi acquistarono notorietà nel territorio keniota. Svilupparono strette relazioni commerciali con le popolazioni limitrofe, in particolare con i commercianti swahili e arabi della costa, e furono coinvolti in una guerra contro i Maasai per il controllo del bestiame e del territorio. Nello stesso periodo essi estesero i propri traffici commerciali a gran parte dell'odierno Kenya, dall'Oceano Indiano ai laghi Vittoria e Turkana. Tradizionalmente, i Kamba commerciavano soprattutto beni locali birra di canna, avorio, bestiame, e numerosi prodotti artigianali (amuleti, utensili, armi, cestini intrecciati, sculture in legno). Una merce di scambio particolarmente nota è una pianta medicinale detta miti.
Durante la conquista britannica dell'Africa orientale (nel XVIII secolo), i Kamba furono fra le popolazioni dell'entroterra che opposero resistenza alla colonizzazione, rimanendo indipendenti quasi fino alla fine del secolo. Nel 1892 l'Imperial British East Africa Company aprì una stazione nel territorio kamba, e nel 1898 ebbe inizio anche in Ukamba il dominio coloniale. La presenza britannica in Ukamba si rafforzò con la costruzione della linea ferroviaria che collega ancora oggi Mombasa all'Uganda. 
In epoca coloniale i Kamba entrarono nelle file dell'esercito britannico, mentre le loro terre e il loro bestiame furono confiscati dagli inglesi. Questi beni furono poi restituiti in seguito alla rivolta non-violenta dei Kamba negli anni trenta, in cui i Kamba marciarono verso Nairobi e occuparono il mercato di Kariokor in segno di protesta. Nonostante questa vittoria il controllo inglese del territorio kamba e keniota continuò fino al 1963, anno della proclamazione d'indipendenza del Kenya.
Alcuni dei leader kamba che vengono ricordati per la loro strenua opposizione ai colonizzatori sono Syokimau, Syotune wa Kathukye, Muindi Mbingu, Paul Ngei, JD Kali e Malu di Kilungu.

## Organizzazione sociale

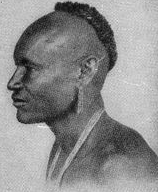
Mukamba

La popolazione Kamba, pur dispersa su un territorio molto vasto (che misura circa 45.000 km²), mantiene una forte coesione interna attraverso una struttura sociale basata su un sistema di classi d'età, un sistema clanico ed un sistema territoriale.

### Sistema delle classi d'età
Il ciclo della vita kamba è suddiviso in classi d'età che non dipendono strettamente dall'età anagrafica ma dai riti di passaggio che sanciscono lo status sociale di ogni individuo. Le classi d'età costituiscono dei gruppi corporativi che comprendono tutti i membri della società iniziati nello stesso periodo. Gli individui raggruppati in base a criteri d'età possono appartenere anche a gruppi di discendenza e gruppi territoriali differenti. L'appartenenza ad una classe d'età implica specifici rapporti sociali, culturali e di solidarietà verso i membri della propria classe e anche verso gli individui esterni.
Prima di nascere, e nei giorni successivi al parto, un kamba è chiamato kiimu, ovvero spirito ancestrale. Il distacco dal mondo degli spiriti avviene pochi giorni dopo la nascita attraverso una cerimonia, durante la quale il padre del neonato, scegliendo e pronunciando per la prima volta il nome del figlio, sancisce l'entrata del bambino nel mondo umano e sociale. L'attribuzione del nome è un aspetto importante della cultura kamba. Nomi comuni per i bambini sono Musumbi ("re") e Muthoki o Nthoki ("il lungamente atteso"). Altri nomi vengono assegnati in base alle circostanze della nascita; per esempio, le bambine nate di notte vengono spesso chiamate Nduku, e i bambini nati di notte Mutuku. I bambini nati nei giorni di pioggia sono spesso chiamati Mumbua (le femmine) o Wambua (i maschi). In altri casi, il nome viene scelto in onore di un antenato, vivo o defunto. Il nuovo membro della comunità è denominato prima kaana (bambino da svezzare) e successivamente kinisi (incirconciso). Il bambino diventerà un uomo attraverso tre cerimonie d'iniziazione incentrate sul rituale della circoncisione. Queste cerimonie sono accompagnate da prove di coraggio e di destrezza che condurranno gli iniziati a condividere conoscenze segrete a cui prima non avevano accesso. Il bambino diventerà prima kamwana (circonciso), poi mwanake (guerriero), con l'obbligo di occuparsi della manutenzione e della sicurezza del villaggio, ed infine nthele (uomo sposato con figli). 
Le due classi d'età successive e maggiori sono rappresentate dagli atumia ma nzama (uomini del consiglio degli anziani) e dagli atumia ma ithembo (custodi dei luoghi sacri). I primi si occupano dell'amministrazione della giustizia, della sistemazione delle contese per omicidio o per debito; ovvero debiti contratti con il mancato pagamento o la mancata restituzione della ricchezza della sposa: un quantitativo, fissato dal consiglio degli anziani, di bovini e capre pagate dalla famiglia del marito per legalizzare le transazioni matrimoniali e acquisire i diritti sulla fertilità e sulla prole della donna. Gli atumia ma nzama esercitano una legge basata sulla compensazione e non sulla punizione. Le riunioni del consiglio degli anziani hanno luogo sotto l'albero centrale del villaggio, luogo di discussione e di condivisione delle idee ma anche di aggregazione sociale, di trasmissione intergenerazionale delle conoscenze tradizionali e di ricreazione e svago. I custodi dei luoghi sacri esercitano, invece, le funzioni sacerdotali e si occupano delle cerimonie sacrificali. 
Le classi d'età superiori sono legate allo svolgimento delle funzioni sociali più importanti, ovvero funzioni politiche, amministrative e religiose. Sono soprattutto gli anziani a ricoprire questi ruoli preminenti e prestigiosi nella comunità kamba. Il sistema sociale kamba è, infatti, una gerontocrazia incentrata sull'estremo rispetto e sulla totale obbedienza agli anziani.

### Sistema clanico
I Kamba sono suddivisi in 25 clan totemici patrilineari (mbai) ulteriormente divisi in muvia, ovvero famiglie estese congiunte che comprendono tre o quattro generazioni. I principali clan kamba sono quelli degli Ulu, dei Kikumbuliu o Kibwezi, dei Kitui e dei Musoni.
I membri di un clan condividono un totem comune, un animale sacro, rispettato come un membro del clan, protetto dall'assoluto divieto di uccisione e da un tabu alimentare. Nelle aree rurali è idea comune che i membri dello stesso clan condividano il temperamento e le peculiarità caratteriali del totem, ma i Kamba che risiedono nelle zone urbane ignorano oggigiorno persino il nome del proprio totem. 
I clan sono esogamici, caratterizzati quindi dalla proibizione di intrattenere relazioni sessuali e matrimoniali tra i membri del gruppo; vige persino il divieto di danzare insieme, dato che la danza è considerata un preliminare al rapporto sessuale. 
Oltre ai tabu alimentari e sessuali, i membri dello stesso clan condividono anche obblighi di aiuto e protezione reciproca in guerra e nelle dispute con altri clan, soprattutto nelle contese provocate da un omicidio. In questi casi il clan che ha subito la perdita ha l'obbligo di vendicare l'omicidio istituendo una vendetta di sangue, la pratica comune però consiste nell'affidarsi alla mediazione del consiglio degli anziani, che si occupa della composizione delle dispute attraverso i rituali di purificazione e il pagamento della ricchezza di sangue, ovvero cedendo un numero variabile di capi di bestiame alla famiglia che ha subito la perdita.

### Sistema territoriale
L'unità territoriale minore kamba è il musyi (fattoria), che è la residenza della famiglia congiunta, in cui vige il potere assoluto del capofamiglia che è responsabile del sostentamento e della protezione dei propri familiari. Ogni musyi possiede dei diritti di coltivazione (ngiundu) e di pascolo (kimese) su un determinato territorio, questi diritti e terreni sono ereditati dalle mogli dell'uomo e possono essere venduti o affittati ad altri kamba.
I misyi si aggregano, basandosi sul principio della prossimità territoriale, in unità superiori, gli utui, che possono essere composti anche da famiglie di clan differenti. Il vivalo è l'unità territoriale maggiore e raggruppa gli utui confinanti in un'unica unità politica, mantenendo la coesione interna con alleanze matrimoniali e con l'obbligo di riunirsi durante le guerre intraprese contro sezioni territoriali avversarie.

## Credenze magico-religiose
Prima della diffusione del cristianesimo per opera dei Seventh Day Adventists e della African Inland Mission, i Kamba possedevano un culto ben sviluppato ed incentrato su un essere extraumano, superiore, amorfo e non personificato (ngai, mulungu o mumbi) e sugli spiriti ancestrali (aimu). 
Questi ultimi con il nome di kiu (ombra) o ngoo (vita), rappresentavano gli spiriti che accompagnavano durante tutto l'arco della vita i Kamba e che, quando li abbandonavano, procuravano loro il decesso diventando spiriti della morte. Gli aimu, inoltre, ricoprivano il ruolo di spirito-marito; ogni donna kamba possedeva, oltre ad un marito in carne ed ossa, anche un marito spirituale, che era responsabile della sua fertilità e del concepimento.
Le offerte di cibo (kithanguna) erano un elemento essenziale del sistema magico-religioso kamba. Essi allestivano cerimonie sacrificali per placare gli spiriti dopo un periodo di malattia o di sfortuna intensa o per ingraziarsi gli aimu ed ottenere dei favori in cambio di offerte sacrificali. Si offrivano bovini, ad esempio, durante le cerimonie di purificazione, per placare l'ira dello spirito di un defunto morto in seguito ad un omicidio, oppure si offrivano caprini allo spirito-marito per rendere gravida una donna.
Queste cerimonie sacrificali erano organizzate dagli atumia ma ithembo ma erano praticate dal mundu mue (indovino-sacerdote) il quale, attraverso le tecniche di divinazione, decideva quali riti praticare e quali formule rituali utilizzare a seconda del torto da riparare o del favore da ottenere. 
Dopo gli incessanti sforzi proselitistici dei missionari cristiani queste credenze magico-religiose hanno perso importanza e ufficialità, ma non sono scomparse del tutto. Ancora oggi, infatti, i Kamba conservano l'abitudine di deporre piccole quantità di cibo in un angolo della casa da offrire allo spirito protettore e ricorrono all'uso di pozioni preparate dal mundu mue locale anche per curare malattie gravi come il cancro o per riuscire a trovare un lavoro o un compagno.

## Economia
Agricoltura, allevamento, commercio e artigianato rappresentano le principali attività economiche kamba, finalizzate alla soddisfazione delle esigenze primarie di questo gruppo etnico.

### Agricoltura e allevamento
Il territorio kamba è arido e poco fertile, le uniche zone coltivabili sono situate lungo i corsi d'acqua e nelle depressioni irrigate tramite un sistema di fossati. I Kamba coltivano soprattutto sorgo, mais e miglio, ma anche legumi, patate dolci, igname, banane e manioca. Essi allevano bovini, pecore e capre.

### Commercio
Il commercio ebbe, ed ha tuttora, un'importanza economica straordinaria per i Kamba, perché supplisce alla mancanza di cibo dovuta alle frequenti carestie.
Il nome Kamba deriva dal verbo bantu hamba e significa “viaggiare”; esso descrive la caratteristica fondamentale di questa tribù di commercianti che si occupano da sempre della raccolta, del trasporto e della vendita dei prodotti artigianali e alimentari locali in un territorio vastissimo che collega l'interno alla costa e il lago Vittoria al lago Turkana. Essi barattavano, in cambio delle derrate alimentari carenti nel proprio territorio, avorio, birra di miele, armi di ferro e ornamenti con i Maasai ed i Turkana. Inoltre erano coinvolti nel traffico di schiavi degli arabi. Oggi partecipano al grande giro d'affari incentrato sul commercio della propria arte turistica.

### Cultura materiale
Prima del 1920, prima cioè della nascita dell'arte turistica kamba, le abilità artigianali dei Kamba erano utilizzate nella produzione di manufatti d'uso quotidiano e domestico. Ogni capo famiglia produceva, con l'aiuto degli altri parenti di sesso maschile, utensili domestici (cucchiai, pettini, sgabelli, pipe e tabacchiere), mobili per la propria abitazione, attrezzi per la caccia, l'allevamento e l'agricoltura (trappole, lance, archi, frecce, pale, asce, accette e coltelli), strumenti musicali (tamburi e corni) e ornamenti per i danzatori (collane, bracciali, cinture, campanelli). Alle donne invece era riservata la produzione dei contenitori per il trasporto dei cibi (borse di corda) e per la conservazione di acqua, latte e birra (contenitori di terracotta e calabash usate anche nella divinazione o per la conservazione di medicine). Alcuni di questi artefatti, prevalentemente calabash e sgabelli, erano abbelliti con decorazioni costituendo l'arte tradizionale kamba.
Le calabash sono delle zucche che, dopo esser state essiccate e svuotate, possono esser utilizzate per la conservazione dei liquidi. La superficie esterna è molto liscia e facilita quindi le decorazioni ornamentali create con l'applicazione di perline colorate e con delle incisioni effettuate con punteruoli e coltelli e successivamente sfregate con la cenere. I motivi ornamentali sono connessi al mondo animale, sono riprodotti soprattutto i serpenti, le lucertole e le tartarughe, all'interno di cornici create con motivi geometrici, quali cerchi concentrici, semicerchi e triangoli.
Gli sgabelli di legno (ibila o ivila) sono costituiti da tre gambe, che differiscono nella forma e nell'altezza a seconda che siano destinati agli uomini anziani o alle donne; e da un sedile circolare decorato nel centro con una tecnica appresa dalla popolazione costiera Wigiriama, che utilizza dei fili metallici martellati nel legno per creare motivi naturalistici, geometrici e simmetrici con uno scopo puramente funzionale e decorativo.
I motivi più utilizzati sono gli eumu, che raffigurano le punte delle frecce, i vioo, che utilizzano un marchio impresso sul bestiame, i kithaita, che rappresentano una stella, e i kitui, che riproducono le strutture delle capanne kamba. Gli artigiani praticano inoltre dei piccoli fori negli sgabelli per far passare delle catenelle metalliche o di corda di sisal utilizzate dagli anziani per il trasporto degli sgabelli.
Walter Elkan (1958: 1-2) elenca altri oggetti artistico-tradizionali kamba: dei bastoni cerimoniali utilizzati dagli anziani e acquistati al prezzo di una giovenca e tre capre, delle figure lignee raffiguranti leopardi posti fuori dalle abitazioni per allontanare gli animali selvatici e dei tappi di legno decorati con teste umane o di uccelli.

## Musica
Gli Akamba amano la musica e la danza, che svolgono un ruolo centrale sia negli eventi quotidiani che nei riti. Le danze kamba sono acrobatiche, e ricordano quelle dei Tutsi del Ruanda e del Burundi e degli Aembu del Kenya. 
Nella tradizione kamba si distinguono diversi generi musicali. Il mwali (plurale myali) è una danza che accompagna una canzone il cui testo ha un contenuto morale di critica dei comportamenti non consoni alle tradizioni sociali del popolo. Il kilumi e lo ngoma sono danze religiose; la danza muilu si pratica durante i riti di circoncisione. Le danze  mbalya, ngutha e kamandiko servono sono da intrattenimento per i giovani.

## Vestiario
I moderni Akamba, come la maggior parte dei kenioti, vestono all'occidentale. Gli abiti tradizionali sopravvivono in alcune zone rurali; gli uomini indossano kilt fatti di pelle di animale e numerosi gioielli (collane, braccialetti e cavigliere), soprattutto di rame e ottone. Gli abiti tradizionali femminili comprendevano gonne di pelle lunghe fino al ginocchio, e tipiche collane di perline (acquistate dai mercanti swahili e arabi). Le donne si radevano il capo, e indossavano una bandana decorata con perline. In genere uomini e donne lavoravano a piedi nudi, indossando sandali di pelle solo durante i viaggi commerciali.

## Akamba celebri
Politici:
- Mutula Kilonzo
- Kalonzo Musyoka
- Paul Ngei
- Charity Ngilu

Sportivi:
- Patrick Ivuti
- Benson Masya
- Michael Musyoki
- Cosmas Ndeti

Musicisti:
- Kakai Kilonzo